# 井塘瑶族乡
井塘瑶族乡，是中华人民共和国湖南省永州市道县下辖的一个乡镇级行政单位。2015年11月16日，井塘瑶族乡与审章塘瑶族乡成建制合并设立审章塘瑶族乡。

## 行政区划
井塘瑶族乡下辖以下地区：
鲁草坪村、福六田村、井塘村、马江口村、桃花井村、加六洲村和沙子河村。